# Grzybówka cienkotrzonowa

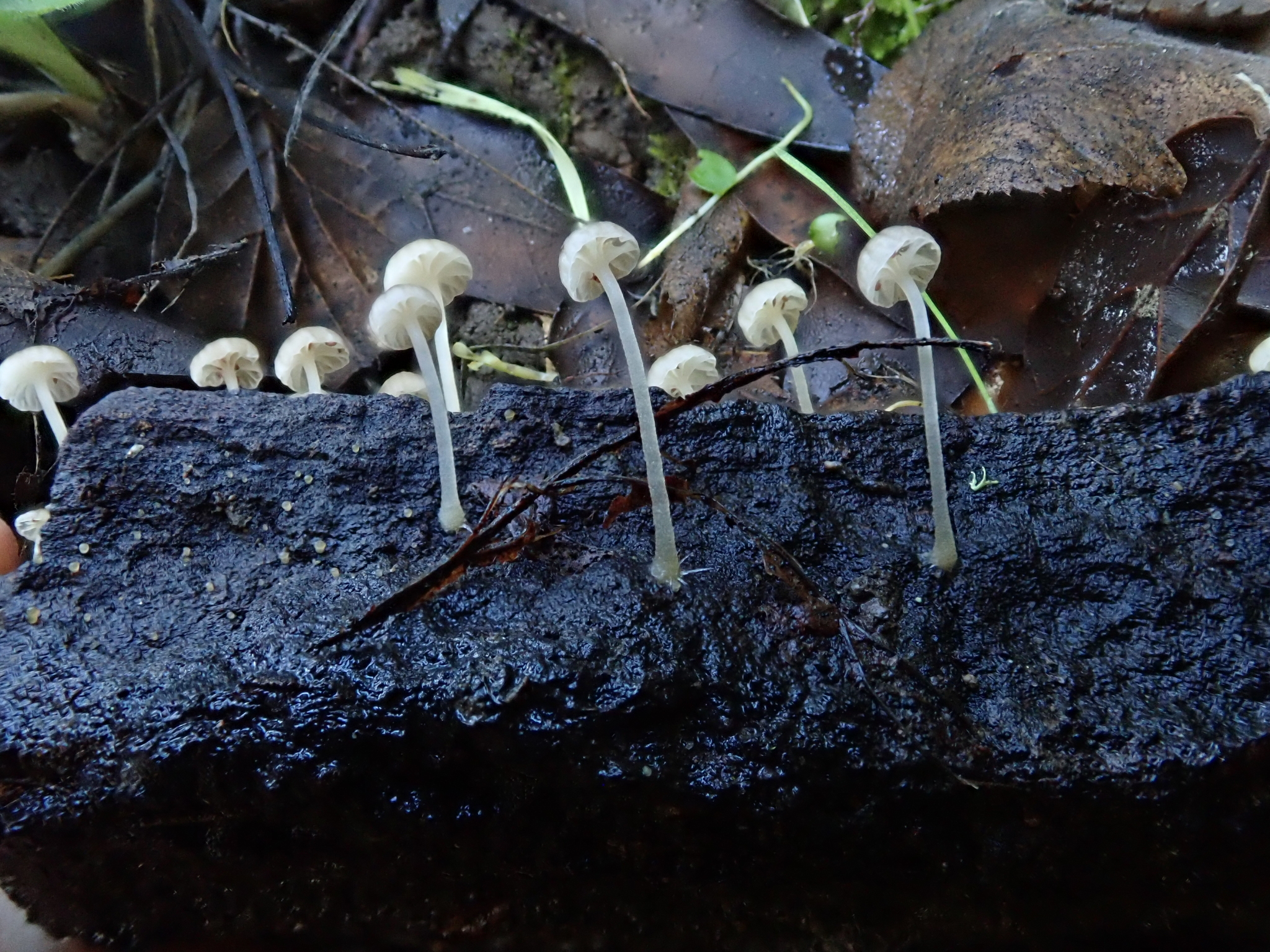

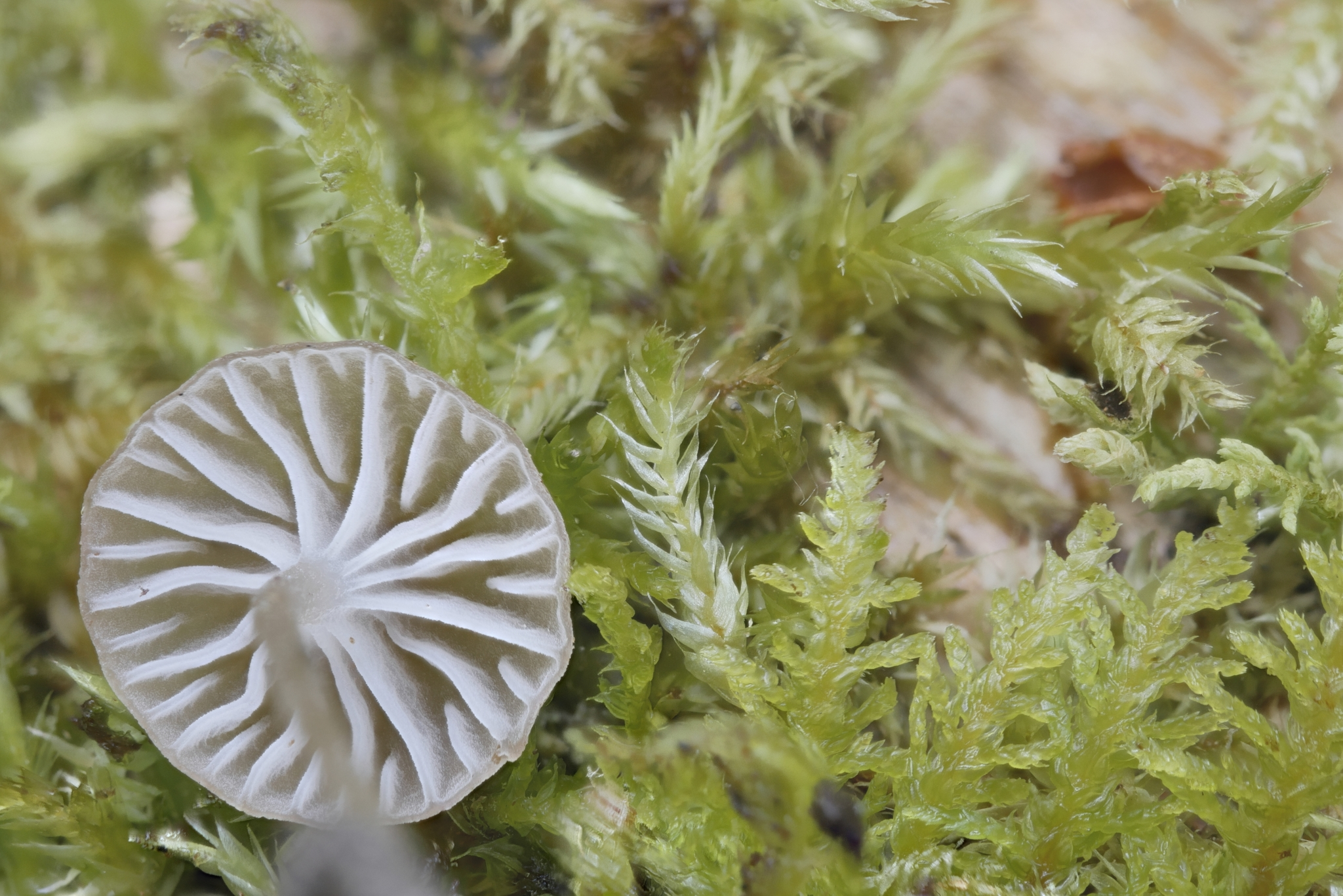

Grzybówka cienkotrzonowa (Phloeomana speirea (Fr.) Redhead) – gatunek grzybów należący do rzędu pieczarkowców (Agaricales).

## Systematyka i nazewnictwo
Pozycja w klasyfikacji według Index Fungorum: Phloeomana, Porotheleaceae, Agaricales, Agaricomycetidae, Agaricomycetes, Agaricomycotina, Basidiomycota, Fungi.
Po raz pierwszy opisał go w 1815 r. Elias Fries, nadając mu nazwę Agaricus speireus. W 1876 Claude-Casimir Gillet przeniósł go do rodzaju Mycena jako Mycena speirea i pod taką nazwą znany był w Polsce jako przedstawiciel rodziny grzybówkowatych (Mycenaceae). W 2016 r. S.A Redhead wykazał, że jest od niej oddalony filogenetycznie, spokrewniony jest natomiast z gatunkami z rodzajów Atheniella i Hemimycena, które już wcześniej z grzybówkowatych zostały przeniesione do rodziny Porothellaceae, i przeniósł go do tej rodziny pod nazwą Phloeomana speirea.
Ma ponad 30 synonimów. Niektóre z nich:
- Hemimycena camptophylla (Berk.) Singer 1943
- Mycena camptophylla (Berk.) Singer 1962
- Omphalia speirea var. tenuistipes J.E. Lange 1936[3].

W 1987 r. Maria Lisiewska nadała polską nazwę grzybówka cienkotrzonowa (dla synonimu Mycena speirea). Jest ona niespójna z aktualną nazwą naukową.

## Morfologia
Kapelusz
Średnica 0,3–0,7(–1) cm, początkowo wypukły, potem spłaszczony, zwykle z nieco wklęsłym środkiem i garbkiem. Powierzchnia gładka, matowa, beżowoszara, czasami z żółtawym odcieniem. Brzeg prosty, cienki, równy, prześwitujący od blaszek aż do garbka.
Blaszki
W liczbie 9–12, dość szerokie, zbiegające, rzadkie, rozwidlone, szarobiałe.
Trzon
Wysokość 2–5 cm, grubość 0,1 cm, nitkowaty, cylindryczny, elastyczny. Powierzchnia szarobiała z rzadkimi, białymi włoskami.
Miąższ
Bardzo cienki, bez zapachu i bez smaku.
Cechy mikroskopowe
Podstawki dwuzarodnikowe. Bazydiospory 8,5–10,5 × 4–5,5, elipsoidalne, nieamyloidalne. Cheilocystydy 15–45 × 5–8 µm, cylindryczne do nieco baryłkowatych.

## Występowanie i siedlisko
Gatunek kosmopolityczny występujący na wszystkich kontynentach, podano jego stanowisko nawet na Antarktydzie. W Polsce podano liczne stanowiska.
Nadrzewny grzyb saprotroficzny. Występuje na torfowiskach i w lasach nad brzegami rzek, także w parkach i ogrodach, na zacienionych miejscach, na próchniejącym, leżącym na ziemi drewnie, zwłaszcza olszy, jesionu, wierzby i wiązu. Owocniki od maja do listopada.